# Bismarck-Mausoleum

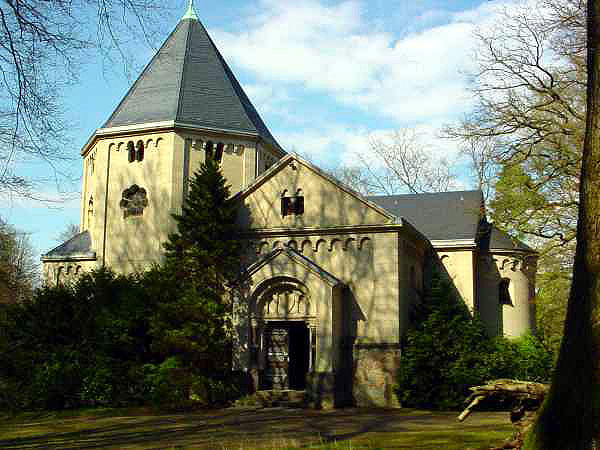
Bismarck-Mausoleum in Friedrichsruh

Das Bismarck-Mausoleum ist die Grablege von Otto von Bismarck und seiner Frau Johanna auf dem Schneckenberg in Friedrichsruh. Die Grabkapelle steht heute unter Denkmalschutz.

## Beschreibung
Im oberen Teil des Mausoleums befindet sich der Sarkophag von Otto von Bismarck mit einem Epitaph, dessen Inschrift Otto von Bismarck selbst festgelegt hatte: „Ein treuer deutscher Diener Kaiser Wilhelms I.“
Neben dem Sarkophag steht ein weiterer Sarkophag in dem seine Frau Johanna von Bismarck liegt. Im unteren Teil, der nicht der Öffentlichkeit zugänglich ist, befindet sich die Grablege der Familie von Bismarck, dort ruhen die erstgeborenen Söhne und deren Ehefrauen der nachkommenden Generationen u. a. Herbert von Bismarck und dessen Frau Marguerite. Auf dem Areal rund um die Kapelle liegt auch das Grab von Gottfried von Bismarck-Schönhausen. Die Kapelle und das Gelände sind nach wie vor im Familienbesitz von Bismarcks, können aber besichtigt und für private Feiern angemietet werden.

## Geschichte

Sarkophag Bismarcks

Durch die Gasteiner Konvention gelangte das Herzogtum Sachsen-Lauenburg an Preußen. Bei der Reichsgründung 1871 erhielt Bismarck den Sachsenwald als Dotation von Kaiser Wilhelm I. Der Reichskanzler baute sich Friedrichsruh als Altersruhesitz aus. Den Ort seiner Grablege soll er selbst sich ausgesucht haben, damit die Bahnstrecke zwischen Schloss Friedrichsruh und dem Mausoleum einen von Kaiser Wilhelm II. geplanten pompösen Staatsakt verhindert. Anfänglich hatte der Kaiser erwogen, Bismarck zur Vereinnahmung in der Fürstengruft des Berliner Doms beizusetzen. Theodor Fontane griff in diese Diskussion zugunsten von Friedrichsruh ein, mit seinem am 31. Juli 1898 geschriebenen Gedicht: „Wo Bismarck liegen soll...“ Es erschien in der Vossischen Zeitung am 3. August 1898, vier Tage nach Bismarcks Tod. Im ganzen Kaiserreich war man durch das Ereignis ergriffen. Selbst vor den Propyläen in München fand am 12. August 1898 eine nächtliche, durch Fackeln illuminierte Trauerfeier statt. Danach gab sein Sohn Herbert von Bismarck die Grabkapelle beim Architekten Ferdinand Schorbach in Auftrag. Bei der Ausführung im neoromanischen Stil soll angeblich der Grundriss des Oktogons von dem Mausoleum des Theoderich in Ravenna übernommen worden sein. Diese lange tradierte Behauptung ist jedoch falsch, da das Grabmal des Theoderich auf einem zehnseitigen (decagonalen) Grundriss beruht. Auch sonst folgt die Architektur des Bismarck-Mausoleums keineswegs dem von diesen älteren Autoren behaupteten Vorbild. Ein halbes Jahr nach seinem Tod wurden am 16. März 1899 die Särge von Otto von Bismarck und seiner Frau, die bislang in Varzin geruht hatte, in einer feierlichen gemeinsamen Beisetzung in zwei Sarkophagen aus Untersberger Marmor in der Kapelle eingelassen. Mit der Wahl dieses Datums wurde die Verbundenheit Bismarcks zu Kaiser Wilhelm I. unterstrichen, der auf den Tag genau elf Jahre zuvor seine Beisetzung im Mausoleum im Schlosspark Charlottenburg erfahren hatte. Anlässlich der Beisetzung erschien auch der deutsche Kaiser Wilhelm II. mit seiner Frau und großem Gefolge.
Die Grabkapelle wurde später oft als zentraler Anlaufpunkt für Gedenkveranstaltungen, z. B. des Bismarckbund e. V., genutzt. Auch trafen sich hier jährlich am 27. Mai die Überlebenden des 1941 versenkten deutschen Schlachtschiffs Bismarck zu einer Gedenkveranstaltung.